# Chiesa di Maria Santissima Annunziata (Castrignano de' Greci)
La chiesa di Maria Santissima Annunziata è la parrocchiale di Castrignano de' Greci, in provincia di Lecce e arcidiocesi di Otranto; fa parte del vicariato di Martano.

## Storia
La precedente chiesa castrignanese fu costruita nel 1575; si trattava di un edificio dotato di quattro altari e di un fonte battesimale di rito greco e ospitante al suo interno le tombe dei maggiorenti del paese.
Nella seconda metà dell'Ottocento questo luogo di culto si rivelò ormai insufficiente a soddisfare le esigenze dei fedeli e, così, si decise di riedificarlo in forme più grandi. Nel 1878 venne posta la prima pietra della nuova parrocchiale alla presenza dell'arcivescovo di Otranto Giuseppe Caiazzo; i lavori, condotti dal capomastro Rocco Stomeo su progetto dell'architetto Federico Elmo, furono ultimati circa quindici anni dopo.
Nella prima metà degli anni settanta la chiesa venne adeguata alle norme postconciliari, mentre tra il 1975 e il 1976 la torre campanaria fu interessata da un intervento di consolidamento.
La parrocchiale, invece, danneggiata negli anni ottanta da una folgore, venne completamente restaurata e risistemata nel 2000.

## Descrizione

### Esterno
La facciata a capanna della chiesa, rivolta a occidente, è suddivisa da una cornice marcapiano in due registri, entrambi scanditi da lesene e composti da un corpo centrale più avanzato rispetto alle due ali laterali più arretrate; l'ordine inferiore presenta il portale d'ingresso architravato e due finestre a tutto sesto, mentre quello superiore una finestra a lunetta e due finestrelle rettangolari murate.
Annesso alla parrocchiale è il campanile a base quadrata, la cui cella presenta su ogni lato una monofora ed è coronata dalla lanterna, a sua volta coperta da una cupoletta.

### Interno
L'interno dell'edificio si compone di un'unica navata, sulla quale si affacciano i bracci del transetto e le cappelle laterali, introdotti da archi a tutto sesto, e le cui pareti sono scandite da paraste sorreggenti la trabeazione modanata e aggettante sopra la quale si impostano le volte a botte unghiate; al termine dell'aula si sviluppa il presbiterio, rialzato di alcuni gradini, ospitante l'altare maggiore e chiuso dall'abside quadrangolare.
Qui sono conservate diverse opere di pregio, tra le quali l'organo, costruito dalla ditta partenopea Mentasti nel 1900, e le tele dipinte dal foggiano Saverio Altamura.